# Герб Деражні
Герб Деражні — один з офіційних символів міста Деражня Хмельницького району Хмельницької області. Затверджений 23 жовтня 2024 р. рішенням № 7 LX сесії міської ради. Автор — В. М. Ільїнський.

## Опис
У срібному щиті з червоною трикутною пониженою главою і лазуровою хвилястою базою зелена ялина, супроводжувана по сторонам підвищеними зеленими яблунями з золотими яблуками. В главі золоте шістнадцятипроменеве сонце, супроводжуване внизу двома срібними шаблями з золотими руків'ями в косий хрест. Щит вписаний в декоративний картуш з декором із дубового і лаврового листя, і увінчаний срібною міською короною. Внизу картуша на синьо-жовтій девізній стрічці напис «ДЕРАЖНЯ 1431».

## Значення символів

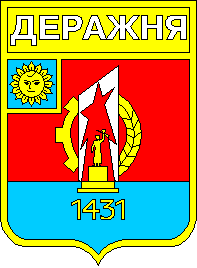
Герб Деражні, що використовувався з 2005 по 2024 рік

Назва «деражня» в епоху Середньовіччя була досить поширена на Поділлі. Особливо в лісистій місцевості. Ця назва давньоруського походження і означає місце первинної обробки деревини, від давньослов'янського «дерти» — обчищати деревину. За іншою версією слово (назва міста) походить від караїмського слова «дер — Ажня», що означає ліс. З огляду на це, цілком логічним виглядає використання дерев у гербі.
Золоте сонце — символ життя, світла, сили, рівноваги, добробуту, героїзму і перемоги. У даному гербі — символ подільського краю.
Козацькі шаблі (спрямовані донизу) — символ захисту, відваги і перемоги, козацької звитяги і хоробрості. У даному гербі нагадують про славне історичне минуле, пов'язане з козацтвом.
Дерево — символ роду, згуртованості, сили і впевненості.
Дерево з плодами — символ багатства і достатку. У даному гербі вказує на походження назви населеного пункту.
Синя хвиляста база символізує річку Вовк, яка протікає через місто.
Жовто-блакитна стрічка та надпис Деражня — символ розміщення міста Деражня в Україні.
Червоні цифри 1431- дата заснування міста Деражня.
Символіка кольорів, застосованих у гербі має наступний зміст:
- Червоний колір — у геральдиці вважається найблагороднішим із кольорів. Утілює такі якості як справедливість, любов, мужність, хоробрість, відвага. доблесть, слава та героїчне минуле.
- Синій колір символізує вірність, відданість, святковість, справедливість, гордість, благородність і славу, надію, постійність і чесність.
- Жовтий (золото) — у геральдиці він сприймається як метал. Символізує силу Сонця, захист і надію, мужність і аристократизм, справедливість і великодушність, багатство і достаток.
- Білий колір (срібло) — у геральдиці символізує святість, відкритість, мудрість і чистоту, невинність, цнотливість та вірність.